# Gaja (singolo)
Gaja è un singolo della cantante polacca Justyna Steczkowska, pubblicato il 28 novembre 2024 come quinto estratto dal diciannovesimo album in studio Witch Tarohoro.

## Promozione

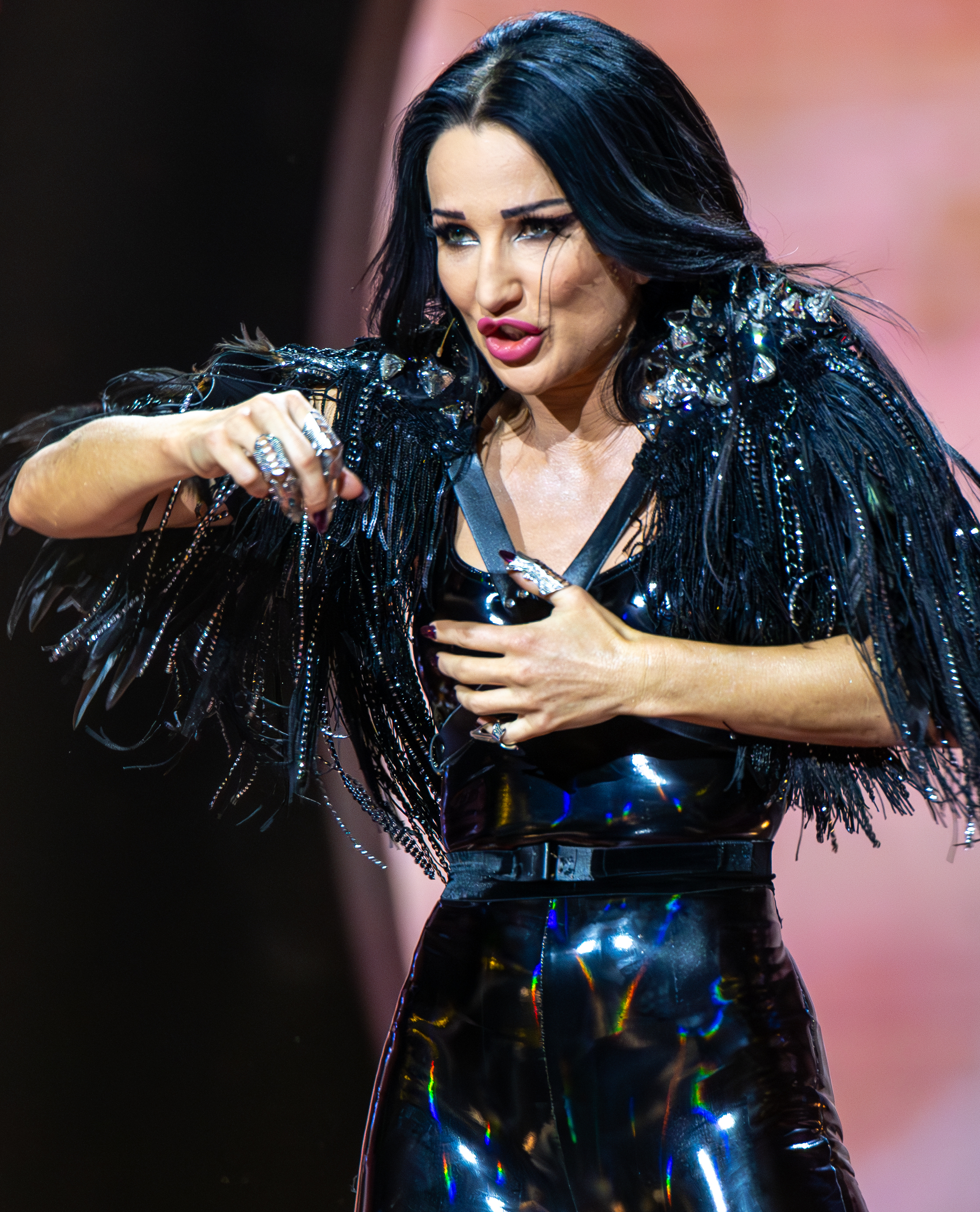
Justyna Steczkowska mentre si esibisce sulle note di Gaja al Polskie Kwalifikacje 2025

Il brano dance pop, il cui titolo fa riferimento alla dea greca eponima, è stato registrato in polacco ed è stato inviato all'emittente radiotelevisiva polacca TVP come proposta per Polskie Kwalifikacje, l'evento atto a selezionare il partecipante polacco all'Eurovision Song Contest 2025 a Basilea, in Svizzera.
Il 14 gennaio 2025 Gaja è stato annunciato come uno degli undici finalisti alla selezione nazionale, mentre la settimana successiva ne è stata diffusa una versione alternativa per il palco eurovisivo. Il 14 febbraio seguente Gaja è stato esibito alla competizione, e il voto del pubblico lo ha incoronato vincitore e rappresentante nazionale sul palco eurovisivo a Basilea.

## Tracce
Testi di Justyna Steczkowska, Patryk Kumór ed Emilian Waluchowski, musiche di Justyna Steczkowska, Emilian Waluchowski, Patryk Kumór e Dominic Buczkowski-Wojtaszek.
Download digitale, streaming
1. Gaja – 2:26

Download digitale, streaming – Eurovision Edit
1. Gaja (Eurovision Edit) – 3:00

## Formazione
- Justyna Steczkowska – voce
- Jan Bielecki – produzione
- Emilian Waluchowski – produzione
- Hotel Torino – produzione, missaggio, mastering

## Classifiche
| Classifiche (2025) | Posizione massima |
| ------------------ | ----------------- |
| Lituania           | 82                |
| Polonia            | 13                |